# Modest Iftinchi
Modest Iftinchi (n. 10 aprilie 1930, Constanța – d. 22 septembrie 2003) a fost un violonist român și profesor de vioară, autor de manuale și metodist la Universitatea Națională de Muzică din București.

## Educație
Modest Iftinchi s-a născut la Constanța; arătând de timpuriu atracție pentru vioară, a studiat cu Alexandru Garabet la Conservatorul din Iași și a continuat după terminarea acestuia la Conservatorul din București, la început cu Alexandru Teodorescu și apoi cu marele profesor Garabet Avakian. Cu o formare violonistică solidă, Iftinchi a desfășurat o activitate concertistică susținută, atât în țară cât și în străinătate.

## Repertoriu
În programele sale au putut fi auzite atât sonate de Mozart, Handel, Bach, Beethoven, Brahms, Franck, etc., cât și un repertoriu de mare virtuozitate cum ar fi Saint-Saens, Pablo Sarasate, Paganini, Wieniawski și mulți alții. Un mare merit al său este prezentarea și înregistrarea în primă audiție mondială a Sonatei de Emil Sjogren.

## Activitate didactică
Dedicându-se învățământului viorii, Iftinchi a lucrat ca profesor la Liceul de Muzică George Enescu și mai apoi ca profesor titular și șef de catedră, la cadedra de vioară a Conservatorului de Muzică Ciprian Porumbescu din București.
În anul 1973 a fost invitat ca profesor la academia din Tirana (Albania). Ca și autor al unor lucrări menite să ușureze munca violoniștilor, Modest Iftinchi a devenit unul dintre cei mai mari pedagogi ai viorii. După părerea multor muzicieni și pedagogi, el poate fi considerat fără nici un fel de exagerare, cel mai mare pedagog al României în „domeniul vioară”.
Majoritatea violoniștilor români din ultima generație (dar și din generația precedentă), au beneficiat de îndrumarea maestrului Modest Iftinchi, devenind violoniști de înalt prestigiu. Lecțiile sale sunt analitice, aprofundate, atât sub raport tehnic cât și cu efecte de durată în crearea violonistului modern.